# Monumentenfonds Aruba
De stichting Monumenten Fonds Aruba (SMFA) heeft als kerntaak het kopen, restaureren, herbestemmen, beheren, verhuren en onderhouden van Arubaanse monumenten met als doel deze voor de toekomst te behouden. Naast het Monumentenbureau Aruba en de Monumentenraad is de SMFA het financieel orgaan op het gebied van erfgoedbehoud.

## Monumenten in beheer
Per 31 december 2014 behoren de volgende geklasseerde monumenten tot het bezit van de SMFA:
| Objectnr. | Monument                 | Plaats               | Bouwjaar       | Datum overdracht | Laatste restauratie | Huidig gebruik                    | Afbeelding |
| --------- | ------------------------ | -------------------- | -------------- | ---------------- | ------------------- | --------------------------------- | ---------- |
| 01-002    | Waterreservoir           | Oranjestad (Rancho)  | 1905           |                  |                     | --                                |            |
| 01-007    | Watertoren Oranjestad    | Oranjestad           | 1939           | 2003             | 2011                | kantoor Bezwaaradviescie. LAR     |            |
| 01-013    | Kalkoven                 | Oranjestad           | 1892           |                  | 1970                | --                                |            |
| 01-014    | Huisje Wild              | Oranjestad           | 1850           |                  | 2006                | --                                |            |
| 01-015    | Henriquez Pand           | Oranjestad           | einde 19e eeuw | 1997             | 2002                | kantoor Monumentenbureau          |            |
| 01-018    | Gele Huis                | Oranjestad           | 1860           |                  | 2001                | Experitours (Patio 15)            |            |
| 01-019    | School 1888              | Oranjestad           | 1887-1888      | 2014             | 2016                | Algemene Rekenkamer Aruba (ARA)   |            |
| 01-020    | Huis Eloy Arends         | Oranjestad           | 1925           | 30 juni 1999     | 2014                | Stadhuis/trouwzaal                |            |
| 01-023    | Voormalig Hotel Colombia | Oranjestad           | 1918           |                  | 1997                | Burgerlijke Stand                 |            |
| 02-001    | Commandeurs Graven       | Hato, Seroe Patrishi |                |                  |                     | --                                |            |
| 02-002    | Vuurtoren California     | Hudishibana          | 1914           | 2015             | 2016                | Experitours                       |            |
| 04-002    | Watertoren San Nicolas   | San Nicolas          | 1939           | 2003             | 2012-2013           | Museum of Industry                |            |
| 00-000    | Goudmolen Bushiribana    | Bushiribana          | 1872           |                  |                     | --                                |            |
| 04-005    | Nicolaas Store           | San Nicolas          | 1940           | 2013             | 2015-2017           | Gemeenschapsmuseum San Nicolas    |            |
| 04-001    | Uncle Louis Store        | San Nicolas          | 1950           | 2017             | 2019-2020           | kantoor Directie Natuur en Milieu |            |
| 05-002    | Cas Tan Tin              | Noord                | 1930           |                  | 2019                | Stichting Mi Cutisa (museum)      |            |

Nieuwe projecten sinds 2014 in gang gezet zijn onder meer: 
- de herbestemming Wilhelminastraat 40, Oranjestad als kantoorpand ATA
- Waterreservoirs te Kibaima
- Botica Aruba (1925), Steenweg 19, Oranjestad
- Imeldahof Klooster te Noord
- Kerk Seroe Colorado
- Aruba Bank Caya Betico Croes

## Organisatie en Ontwikkelingen
De op 17 juni 1996 opgerichte SMFA opereert onafhankelijk en heeft 5 bestuursleden en 7 personeelsleden, die ondersteuning krijgen van vrijwilligers, stagiaires en afstudeerders. De organisatie bestaat uit drie bedrijfsonderdelen: projecten; onderhoud; en educatie, public relations en bedrijfsvoering. Het fonds, dat in 1996 met overheidssubsidie startte, is ook sedert 2012 financieel zelfstandig. In samenwerking met het Nationaal Restauratiefonds is in november 2010 een revolverend fonds gestart met een lening van twee miljoen euro tegen een lage rente. Exploitatieopbrengsten van opgeknapte gebouwen worden teruggestort in dit fonds om te worden gebruikt voor nieuwe restauraties. SMFA raamt haar huuropbrengsten in 2018 op 1.9 miljoen Arubaanse florins.
Recentelijk zet de SMFA zich in voor een meer integrale benadering van de restauratie en exploitatie van monumenten. Er wordt meer aandacht besteed aan voorlichtings- en educatieve activiteiten teneinde de publieke waardering voor monumenten te vergroten en de samenwerking met alle mogelijke stakeholders te bevorderen. Daarnaast faciliteert de SMFA particuliere monumenteigenaren met adviezen en laagrentende leningen.

## Externe link

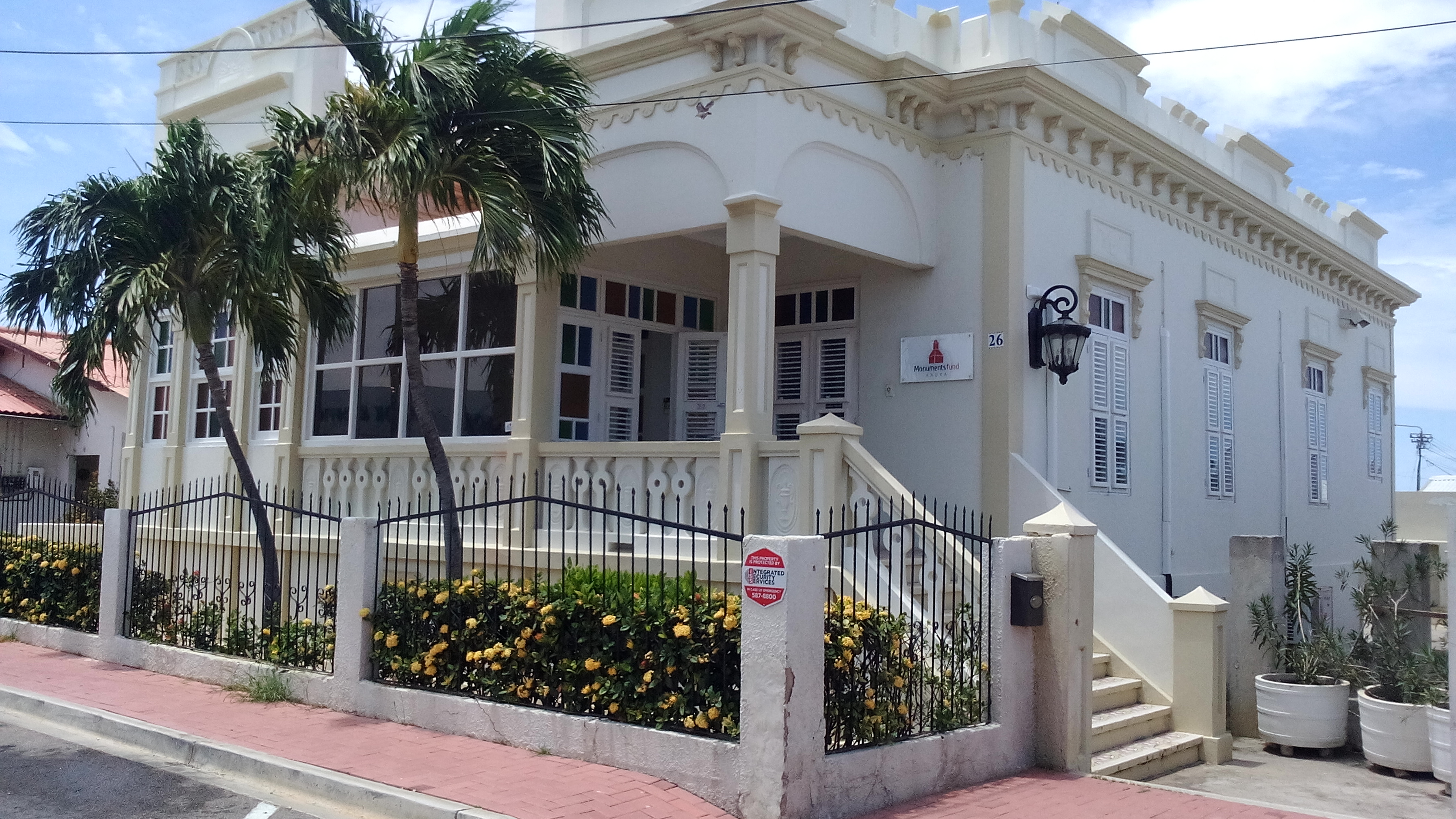
Kantoor Monumentenfonds te Avenida Milio Croes 26, Oranjestad